# Старые Бобровинки
Старые Бобровинки — деревня в Старожиловском районе Рязанской области. Входит в Гребневское сельское поселение

## География
Находится в западной части Рязанской области на расстоянии приблизительно 8 км на восток-северо-восток по прямой от районного центра поселка Старожилово.

## История
Была отмечена еще на карте 1850 года как Бобровники с 17 дворами. В 1859 году здесь (тогда деревня Пронского уезда Рязанской губернии) было учтено 13 дворов, в 1897 году (уже Старые Бобровинки) — 13.

## Население
Численность населения: 153 человека (1859 год), 130 (1897), 5 в 2002 году (русские 100 %), 0 в 2010.